# Adoni, Bihor
Adoni (în maghiară Éradony, colocvial Adony) este un sat în comuna Tarcea din județul Bihor, Crișana, România.
Aici s-a născut scriitoarea maghiară Mária Nagy Adonyi (1951 -2015). 

## Istoric
Satul Adoni este atestat din secolul al XII-lea sub numele de Odon.
În secolul al XIII-lea a fost posesiune a episcopului de Zagreb.

## Monumente
- Biserica romano-catolică "Sfânta Treime" (1786).
- Biserica greco-catolică (1790).